# 月影 (工藤静香のアルバム)
『月影』（つきかげ）は、工藤静香の16枚目のスタジオ・アルバム。2005年6月1日発売。発売元はポニーキャニオン。

## 概要
2002年7月に発売された15thオリジナル・アルバム『Jewelry Box』以来、約3年ぶりのリリースとなった。
作詞家・松井五郎が1993年10月発売の20thシングル「あなたしかいないでしょ」以来、約12年ぶりに詞を提供している。また、Jin Nakamura、岡野泰也、村山晋一郎など、工藤の作品では初起用となる作家が多く見られる。
「intro」「outro」は歌詞のないインストゥルメンタル楽曲。工藤のアルバムでインストゥルメンタルが収録されたアルバムは、本作以外に4thアルバム『カレリア』のみで、16年ぶりの収録となった。
ダイハツ自動車 ″Tanto″ のCMソングに使用された「Lotus 〜生まれし花〜」も収録されているが、CMで流れていた部分の詞が英語から日本語に変更されている。
アルバム発売当時工藤は、桃井かおりが司会のNHK総合テレビ音楽番組『夢・音楽館』に出演し、シングル曲のほか、本作から「月夜の砂漠」を披露した。デビュー20周年記念ライブでは「BREAK OF STILL」を披露した。
本作は、工藤本人がインタビューで「過去に一番好きだったアルバム。『JOY』よりも気に入っている自信作。」と明言している。

## 収録曲

### CD
| #         | タイトル                | 作詞             | 作曲         | 編曲                                  | 時間  |
| --------- | ----------------------- | ---------------- | ------------ | ------------------------------------- | ----- |
| 1.        | 「intro」               |                  | Jin Nakamura | Jin Nakamura                          | 0:45  |
| 2.        | 「replay」              | 愛絵理           | Jin Nakamura | Jin Nakamura                          | 5:06  |
| 3.        | 「心のチカラ」          | 前田たかひろ     | h-wonder     | h-wonder 村山達哉（ストリングス）     | 4:59  |
| 4.        | 「月夜の砂漠」          | 愛絵理           | Jin Nakamura | Jin Nakamura                          | 3:30  |
| 5.        | 「Lotus〜生まれし花〜」 | 山口寛雄・愛絵理 | 山口寛雄     | 中野定博                              | 5:13  |
| 6.        | 「BREAK OF STILL」      | 川村サエコ       | Jin Nakamura | Jin Nakamura                          | 3:40  |
| 7.        | 「Rain」                | 愛絵理           | 岡野泰也     | 岡野泰也                              | 4:07  |
| 8.        | 「くちびるを眠らせて」  | 田形美喜子       | DREAMFIELD   | 華原大輔 前嶋康明（ストリングス）     | 4:00  |
| 9.        | 「Memories」            | 村山晋一郎       | 村山晋一郎   | 村山晋一郎 後藤勇一郎（ストリングス） | 4:52  |
| 10.       | 「深海魚」              | 松井五郎         | Jin Nakamura | Jin Nakamura                          | 4:00  |
| 11.       | 「大切なあなたへ」      | 愛絵理           | 村山晋一郎   | 村山晋一郎 後藤勇一郎（ストリングス） | 4:10  |
| 12.       | 「outro」               |                  | Jin Nakamura | Jin Nakamura                          | 1:39  |
| 合計時間: | 合計時間:               | 合計時間:        | 合計時間:    | 合計時間:                             | 46:01 |

## ミュージシャン
| intro - all instruments: Jin Nakamura - mixed: 山田直樹（I to I communications, Inc.） replay - all instruments: Jin Nakamura - chorus: 工藤静香 - recorded & mixed: 山田直樹 心のチカラ - programming & keyboard: h-wonder - strings: 桐山なぎさストリングス - chorus: 工藤静香、NAHO - recorded & mixed: 中原正幸（WIDE AND ZOOM Inc.） 月夜の砂漠 - all instruments: Jin Nakamura - chorus: 工藤静香、Jin Nakamura - recorded & mixed: 山田直樹 Lotus 〜生まれし花〜 - programming & keyboard: 中野定博 - guitar: 石成正人 - strings: 弦一徹グループ - chorus: 工藤静香 - recorded: 関根青磁 - mixed: 西沢栄一 BREAK OF STILL - all instruments: Jin Nakamura - chorus: 工藤静香 - recorded & mixed: 山田直樹 | Rain - programming & other instruments: 岡野泰也 (vividblaze) - bass: 我妻泰彦 (vividblaze) - chorus: 工藤静香、手塚三保 (vividblaze) - recorded: 杉山貴信（BURNISH） - mixed: 金子実靖（GIALLO PORTA） くちびるを眠らせて - programming & other instruments: 華原大輔 - strings: 弦一徹グループ - mixed: 河上達也 Memories - programming & keyboard: 村山晋一郎 - strings: 後藤ストリングス - chorus: 工藤静香、村山晋一郎 - mixed: 金子実靖 深海魚 - all instruments: Jin Nakamura - chorus: 工藤静香 - recorded & mixed: 山田直樹 大切なあなたへ - programming & keyboard: 村山晋一郎 - guitar: 石成正人 - piano: 中西康晴 - strings: 後藤ストリングス - chorus: 工藤静香 - recorded & mixed: 諸鍛冶辰也 outro - all instruments: Jin Nakamura - mixed: 山田直樹 |

## 関連作品
心のチカラ
- 心のチカラ （38th シングル）
- Shizuka Kudo 20th Anniversary the Best

Lotus 〜生まれし花〜
- Lotus 〜生まれし花〜 （37th シングル）
- Shizuka Kudo 20th Anniversary the Best